# Mianzhu
Mianzhu is een stadsarrondissement in de provincie Sichuan van China. Mianzhu heeft meer dan 500.000 inwoners. Mianzhu is de zetel van het arrondissement Mianzhu. De stad ligt in de prefectuur Deyang.